# アンセル・アダムス
アンセル・イーストン・アダムス2世（Ansel Easton Adams II, 1902年2月20日 - 1984年4月22日）はアメリカの写真家。カリフォルニア州ヨセミテ渓谷のモノクロ写真で有名。
また、写真に関する数々の著作でも知られている。特に写真技術を扱った3冊の本（『The Camera』『The Negative』『The Print』）が有名。エドワード・ウェストン、ウィラード・ファン・ダイク、イモージン・カニンガムなどと並ぶグループf/64のメンバーでもある。

## 生涯
アダムスは1902年、カリフォルニア州のサンフランシスコで生まれた。4歳でサンフランシスコ地震に被災して鼻の骨を折り、鼻が左に曲がったままになった。画一的な学校教育にあわず、12歳で学校を飛び出した。ピアニストになる夢を持っていたが、ポール・ストランドのネガを見て写真に興味を持った。彼は長い間、生涯の仕事としてピアニストになるか写真家になるか迷っていた。ヨセミテにて、後に妻となるバージニア・ベストと出会った。
17歳の時、自然保護団体シエラクラブに入会し、妻と共に一生涯会員であった。若い頃は熱心な登山家として毎年恒例の高山登山に参加、シエラネバダ山脈の登山を行った。1927年にハーフ・ドームを撮影し、彼自身写真を（彼自身の言葉によるところの）「実在の、厳格で燃えるような詩」として撮影できることを実感した。その後、環境保護主義を唱え、彼の作品は人の手が入る前のアメリカの国立公園の記録として、シエラクラブの活動を支え、環境問題への注目のきっかけとなった。
第二次世界大戦中は内務省のために記録写真の撮影に取り組んだ。しかし、アダムスは真珠湾攻撃後の日系人抑留にショックを受け､ウィリアムソン山を含むシエラネバダ山脈のふもとにあるカリフォルニア州オーエンズヴァレーのマンザナール強制収容所への訪問を行った。その後制作したフォトエッセーはニューヨーク近代美術館で『カリフォルニア州インヨー郡マンザナール強制収容所の忠誠心ある日系アメリカ人』（Photographs of the loyal Japanese-Americans at Manzanar Relocation Center, Inyo County, California）として発表した。
1952年には雑誌『アパチャー 』（Aperture）を創刊した。
その後グッゲンハイム財団のフェローシップ（研究助成金）を3度受け、また1966年にはアメリカ芸術科学アカデミーの特別研究員にも選ばれた。1980年にはジミー・カーターより文民が受けられる最高の栄誉である大統領自由勲章を受章。
アンセル・アダムスは1984年4月22日に癌による心疾患で死去した。
アダムスの業績を記念し、1984年にインヨー国立森林公園 (en:Inyo National Forest) 内のミナレッツ原野はアンセル・アダムス原野（en:Ansel Adams Wilderness）と改名された。また1985年には、シエラネバダ山脈にある標高11,760フィート（3,584メートル）の峰がアンセル・アダムス山（en:Mount Ansel Adams）と名付けられた。
アダムスの写真の版権はThe Ansel Adams Publishing Rights Trustによって管理されている。また、全作品はアリゾナ大学のen:Center for Creative Photographyで彙集・保管されている。

## 親交
宮武東洋1895-1979　写真家

## 作品・著書

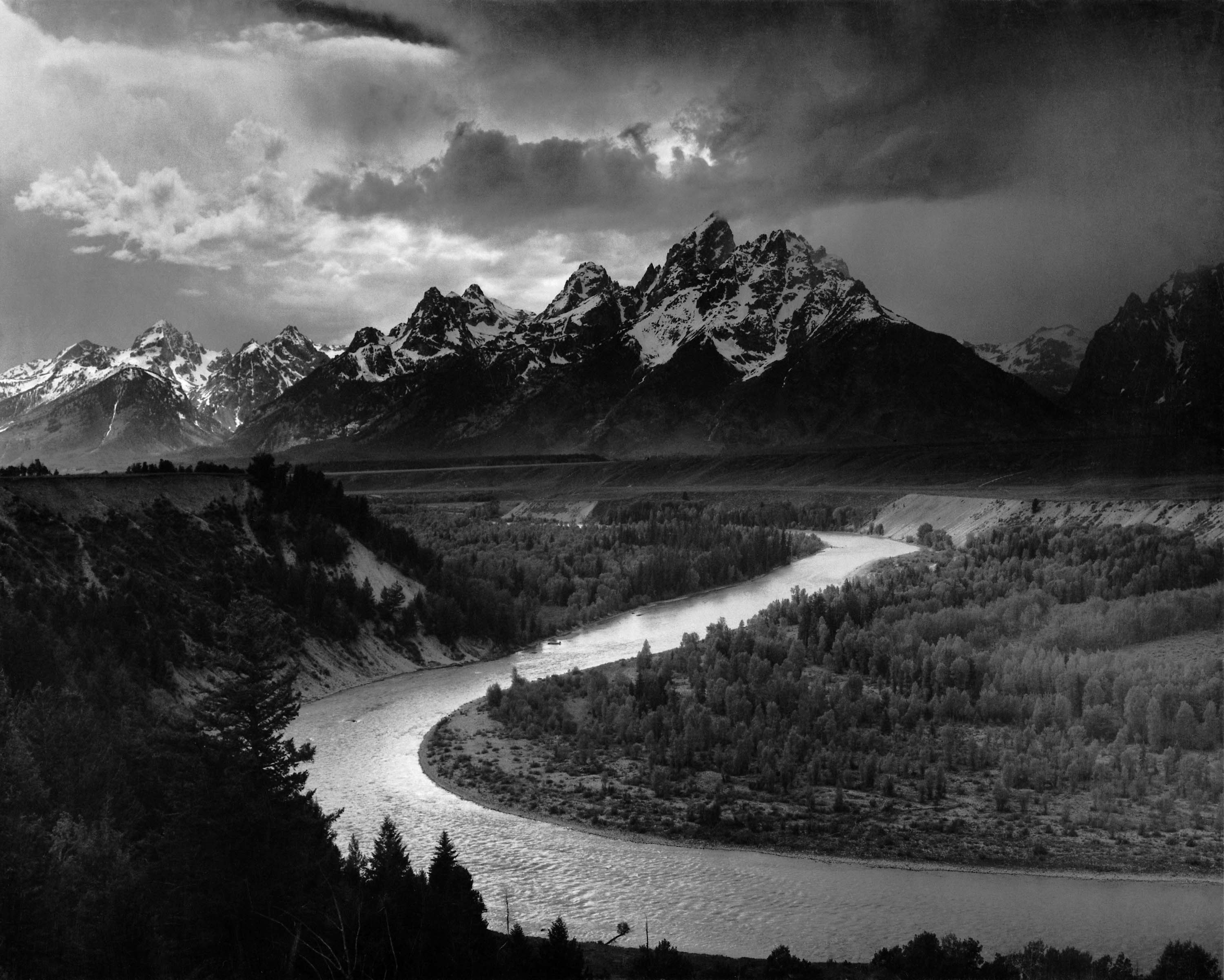
The Tetons and the Snake River (1942)

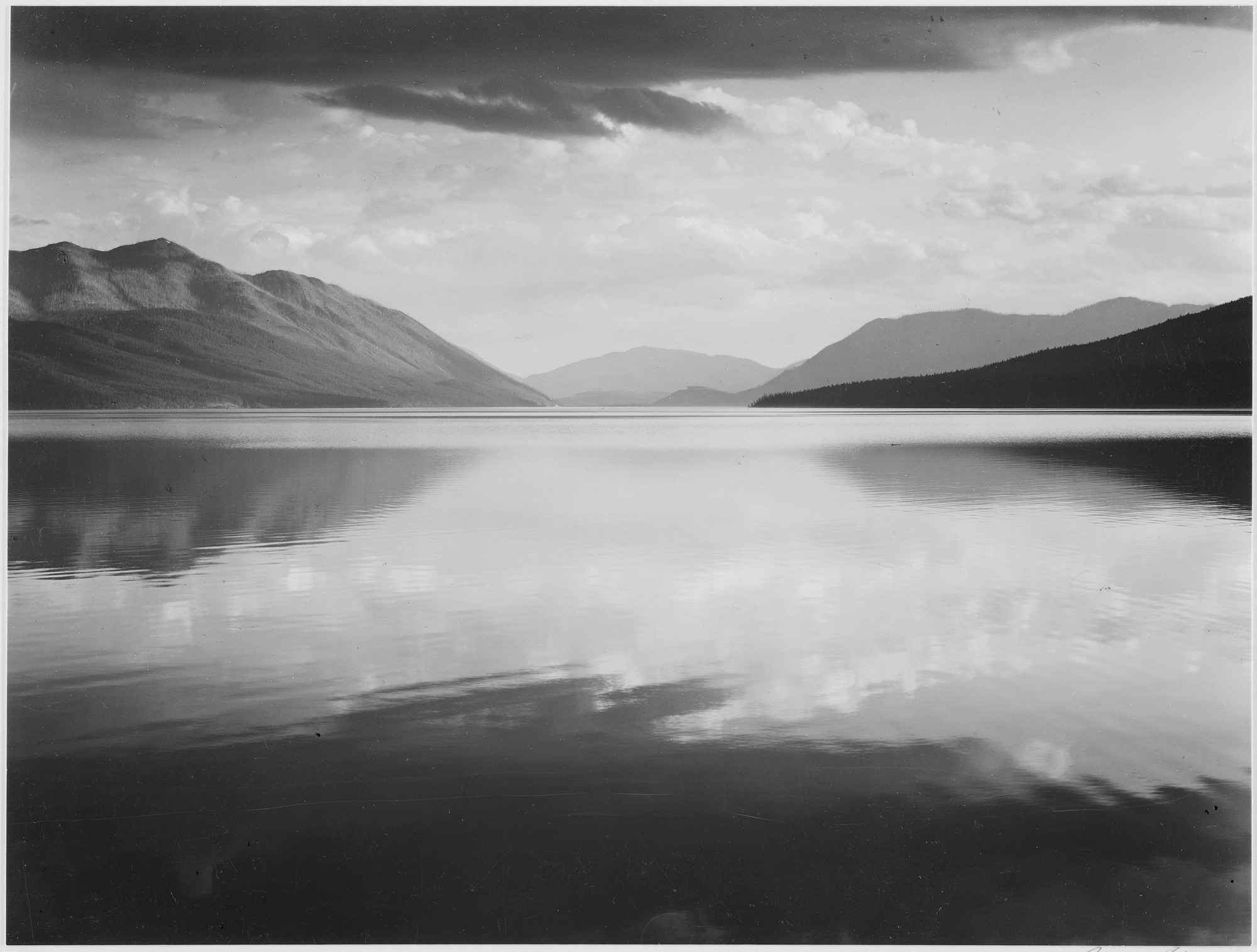
Evening, McDonald Lake, Glacier National Park (1942)

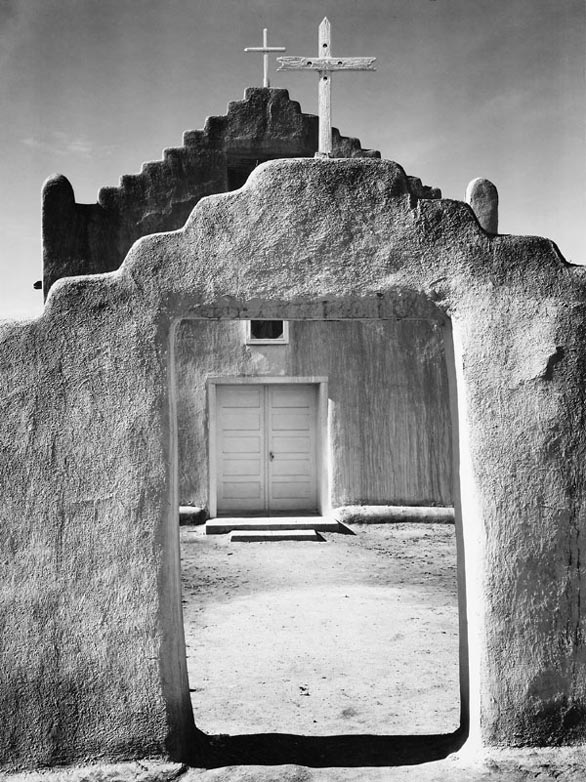
Adams Church, Taos, Pueblo (1942)(タオス・プエブロの教会)

### 主な写真作品
- Lodgepole Pines, Lyell Fork of the Merced River（英語版）1921
- Monolith, the Face of Half Dome（英語版）, 1927.
- Rose and Driftwood, 1932.
- Clearing Winter Storm, 1940.
- Moonrise over Hernandez, New Mexico, 1941.
- Ice on Ellery Lake, Sierra Nevada, 1941.
- Georgia O'Keeffe and  Orville Cox at Canyon de Chelly
- Aspens, New Mexico, 1958.

### 写真集
- Ansel Adams: The Spirit of Wild Places, 2005. ISBN 1-59764-069-7
- Born Free and Equal, 2002. ISBN 1-893343-05-7

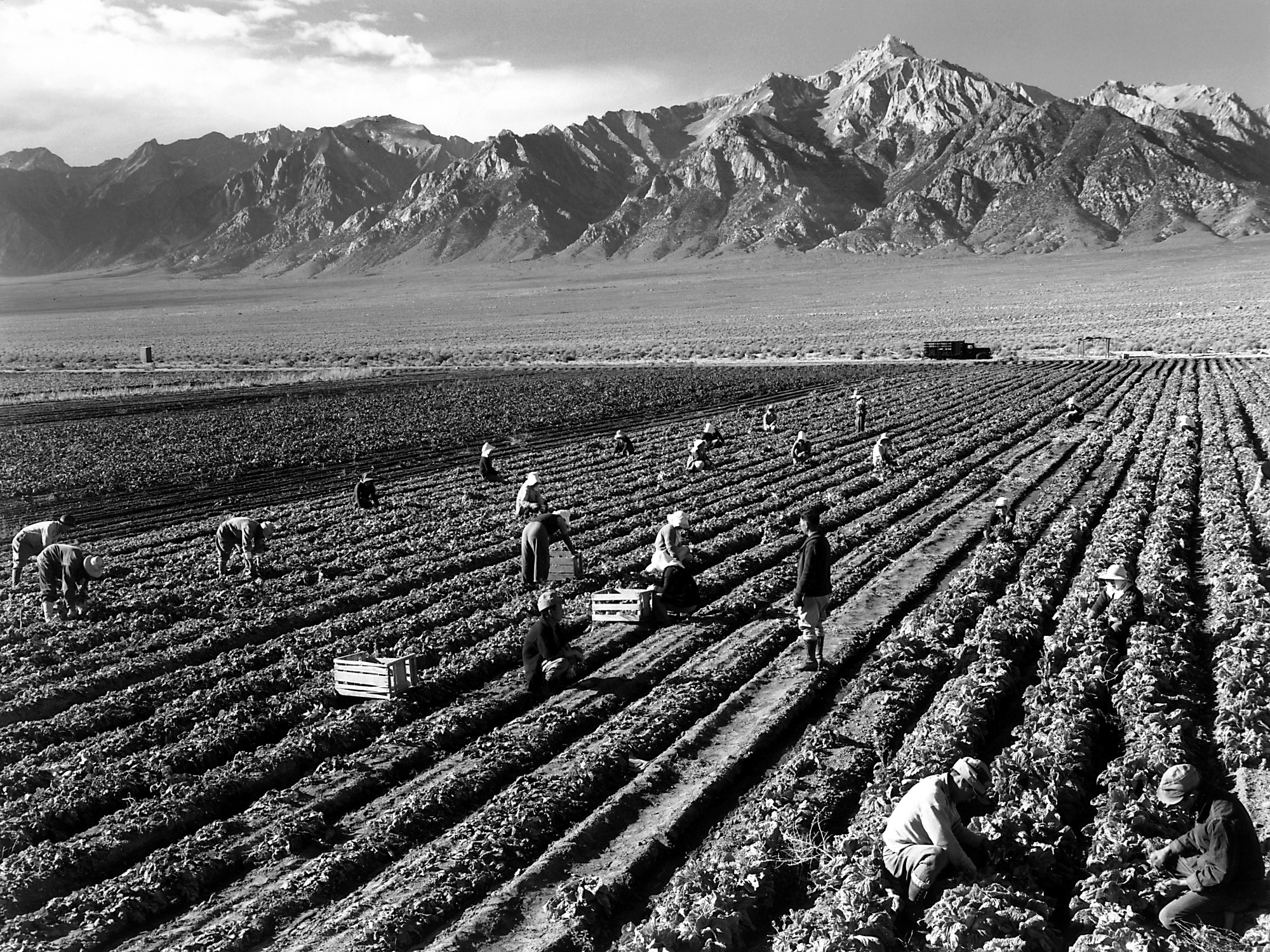
ウィリアムソン山を背景に農作業を行うマンザナー強制収容所の収容者(アンセル・アダムズ撮影)1943年

- America's Wilderness, 1997. ISBN 1-56138-744-4
- California, 1997. ISBN 0-8212-2369-0
- Yosemite, 1995. ISBN 0-8212-2196-5
- The National Park Photographs, 1995. ISBN 0-89660-056-4
- Photographs of the Southwest, 1994. ISBN 0-8212-0699-0
- Ansel Adams: In Color, 1993. ISBN 0-8212-1980-4
- Our Current National Parks, 1992.
- Ansel Adams: Classic Images, 1986. ISBN 0-8212-1629-5
- Polaroid Land Photography, 1978. ISBN 0-8212-0729-6
- These We Inherit: The Parklands of America, with Nancy Newhall, 1962.
- This is the American Earth, with Nancy Newhall, 1960. ISBN 0-8212-2182-5
- Born Free and Equal（英語版）, 1944. ISBN 1-893343-05-7

### 技法書
- The Camera, 1995. ISBN 0-8212-2184-1
- The Negative, 1995. ISBN 0-8212-2186-8
- The Print, 1995. ISBN 0-8212-2187-6
- Examples: The Making of 40 Photographs ISBN 0-8212-1750-X